# Александров, Пётр Александрович
Пётр Алекса́ндрович Алекса́ндров (1816—1867) — русский педагог, химик и технолог.

## Биография
Происходил из мещан. Родился 29 июня (11 июля) 1816 года во Владимире.
После окончания Владимирской гимназии учился на физико-математическом отделении философского факультета Московского университета.
С 1843 года преподавал химию в 3-й Московской гимназии и, одновременно, с 1847 года — химию и технологию в Московской земледельческой школе. В 1852 году был удостоен, после защиты диссертации в Московском университете, степени магистра химии и стал ещё преподавать технологию и товароведение в Московской практической академии коммерческих наук и механическую технологию в Московском ремесленном учебном заведении.
В 1852 году читал при Московском университете публичные лекции по фабричной обработке волокнистых веществ.
Написал много журнальных статей и рецензий по химии, технологии, агрономии и естествознанию в различных периодических изданиях. Принимал также участие в большом «Энциклопедическом словаре», издававшемся в начале 1860 годов под редакцией П. Лаврова.
Умер 10 (22) ноября 1867 года, состоя в должности директора 3-й московской гимназии. Был похоронен 13 ноября на кладбище Алексеевского девичьего монастыря.
Его дочь — Надежда Петровна (1854 — после 1940), в замужестве Корелина.